# سامانثا كير (لاعبة كرة قدم)
سامانثا كير (بالإنجليزية: Samantha Kerr)‏ هي لاعبة كرة قدم بريطانية، ولدت في 17 أبريل 1999. لعبت مع نادي غلاسكو سيتي.

## وصلات خارجية
- سامانثا كير على موقع الاتحاد الأوربي (الإنجليزية)
- سامانثا كير على موقع الاتحاد الإسكتلندي (الإنجليزية)
- سامانثا كير على موقع قاعدة بيانات كرة القدم.إي يو (الإنجليزية)
- سامانثا كير على موقع Soccerway.com (الإنجليزية)
- سامانثا كير على موقع عالم كرة القدم.نت (الإنجليزية)